# Wasilij Ulrich
Wasilij Wasiljewicz Ulrich, ros. Василий Васильевич Ульрих (ur. 1 lipca?/13 lipca 1889 w Rydze, zm. 7 maja 1951 w Moskwie) – sowiecki prawnik wojskowy (od 1935 wojenny audytor wojskowy armwojeniurist I rangi, od 1943 generał pułkownik sprawiedliwości); przewodniczący Kolegium Wojskowego Sądu Najwyższego ZSRR (1926–1948).

## Życiorys
Wywodził się z Niemców bałtyckich. Po ukończeniu szkoły realnej, od 1909 studiował na wydziale ekonomicznym Instytutu Politechnicznego w Rydze, podczas studiów wstąpił do kółka socjaldemokratycznego, był propagandzistą rewolucyjnym. Po ukończeniu studiów 1914 pracował jako urzędnik zarządu kolei Ryga-Orzeł w Petersburgu. Jesienią 1915 powołany do służby w batalionie zapasowym, w lipcu 1916 ukończył szkołę podchorążych, potem pracował jako pomocnik wykonawcy robót w 12 Armii, później został podporucznikiem. W końcu 1916 urzędnik zarządu Kolei Mikołajewskiej w Piotrogrodzie.
Po rewolucji październikowej, od listopada 1917 członek komitetu wykonawczego delegatów żołnierskich 12 Armii, w kwietniu 1918 zdemobilizowany, został kierownikiem oddziału w ludowym komisariacie spraw wewnętrznych w Moskwie. Od 1919 szef Wydziału Finansowego Czeki, potem komisarz sztabu Wojsk Wewnętrznych Ochrony Republiki. Mimo braku wykształcenia prawniczego w lutym 1920 został przewodniczącym Głównego Trybunału Wojskowego Wojsk Ochrony Wewnętrznej. 22 VII – 26 XII 1921 szef 16 wydziału specjalnego Oddziału Specjalnego Czeki, do którego zadań należała walka z „kontrrewolucją w Armii Czerwonej” i „szpiegostwem wewnętrznym”, czyli z byłymi oficerami i specjalistami wojskowymi.
Od czerwca 1921 przewodniczący Izby Wojskowej Najwyższego Trybunału Wszechrosyjskiego Centralnego Komitetu Wykonawczego (WCIK), od 1923 przewodniczący Izby Wojskowej Sądu Najwyższego Rosyjskiej FSRR, a 1926–1948 przewodniczący Kolegium Wojskowego Sądu Najwyższego ZSRR. W latach 1926–1948 prowadził procesy polityczne w ZSRR skierowane przeciwko osobom oskarżanym m.in. o zdradę państwa, szpiegostwo i działania na szkodę Armii Czerwonej (np. w 1937 sprawę marszałka Michaiła Tuchaczewskiego, w 1945 przywódców Polskiego Państwa Podziemnego). Od 1933 przewodniczył składom orzekającym we wszystkich głośnych pokazowych procesach politycznych.
W 1943 awansowany do stopnia generała pułkownika. Od 1948 kierownik kursów doskonalenia przy Akademii Wojskowo-Prawnej w Moskwie.
Pochowany na moskiewskim Cmentarzu Nowodziewiczym.

## Odznaczenia
- Order Lenina (dwukrotnie)
- Order Czerwonego Sztandaru (dwukrotnie)
- Order Wojny Ojczyźnianej I klasy
- Order Czerwonej Gwiazdy
- Medal „Za obronę Moskwy”